# Le novelle della Pescara
Le novelle della Pescara è un'opera di Gabriele D'Annunzio del 1902, pubblicata dai Fratelli Treves in sei volumi.
Si tratta di racconti ambientati nell'allora paese di Pescara (divenuto capoluogo di provincia nel 1927 grazie a personalità come lo stesso D'Annunzio) e nella campagna circostante. L'opera nasce come raccolta di novelle, con temi diversi, che acquisiscono unitarietà proprio in relazione all'elemento caratterizzante che è il territorio. I personaggi sono presentati come impulsivi, irruenti e feroci.
Come Verga, D'Annunzio si concentra sulle emozioni del popolo e sulle sue rivolte, ma alla descrizione delle rivendicazioni sociali preferisce studiare gli stati d'animo, le energie quasi primordiali che vengono sprigionate nel momento della protesta.

## Descrizione delle novelle

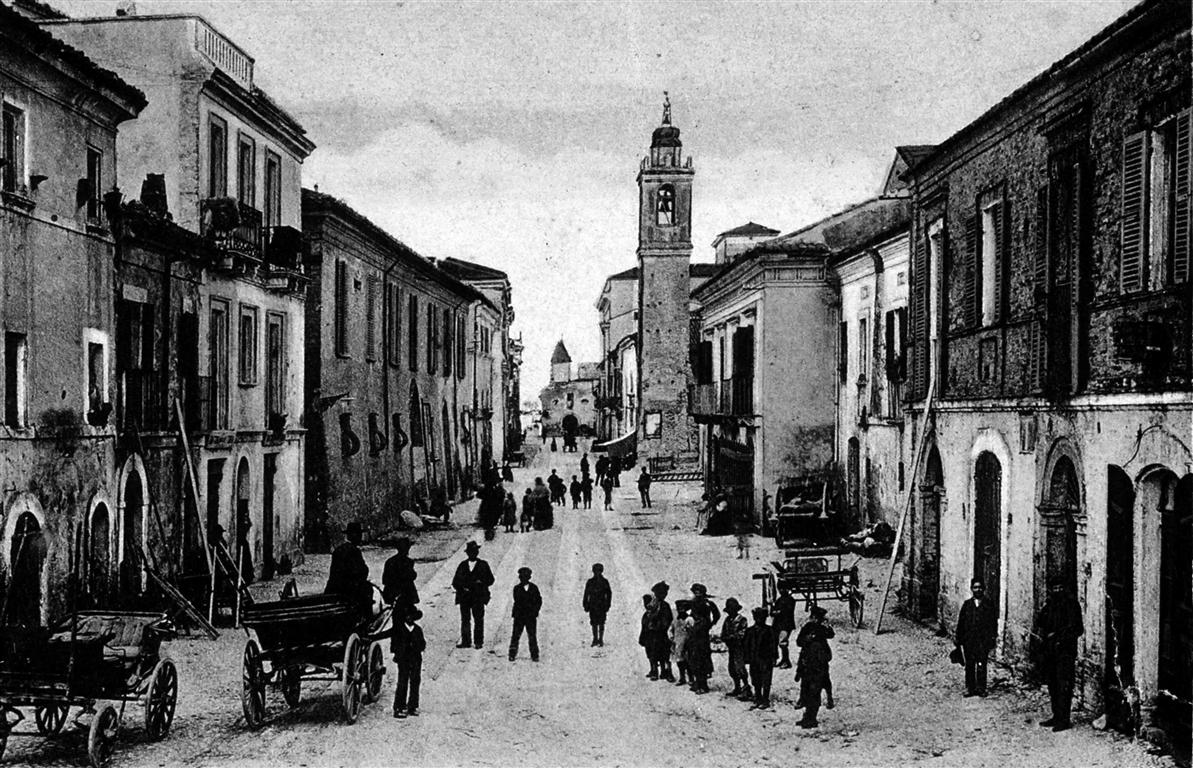
Il quartiere Porta Nuova di Pescara nel primo '900

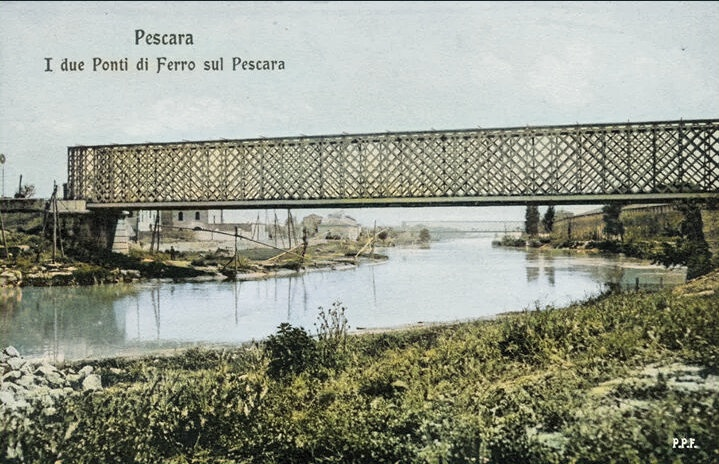
Il ponte di ferro sul fiume Pescara

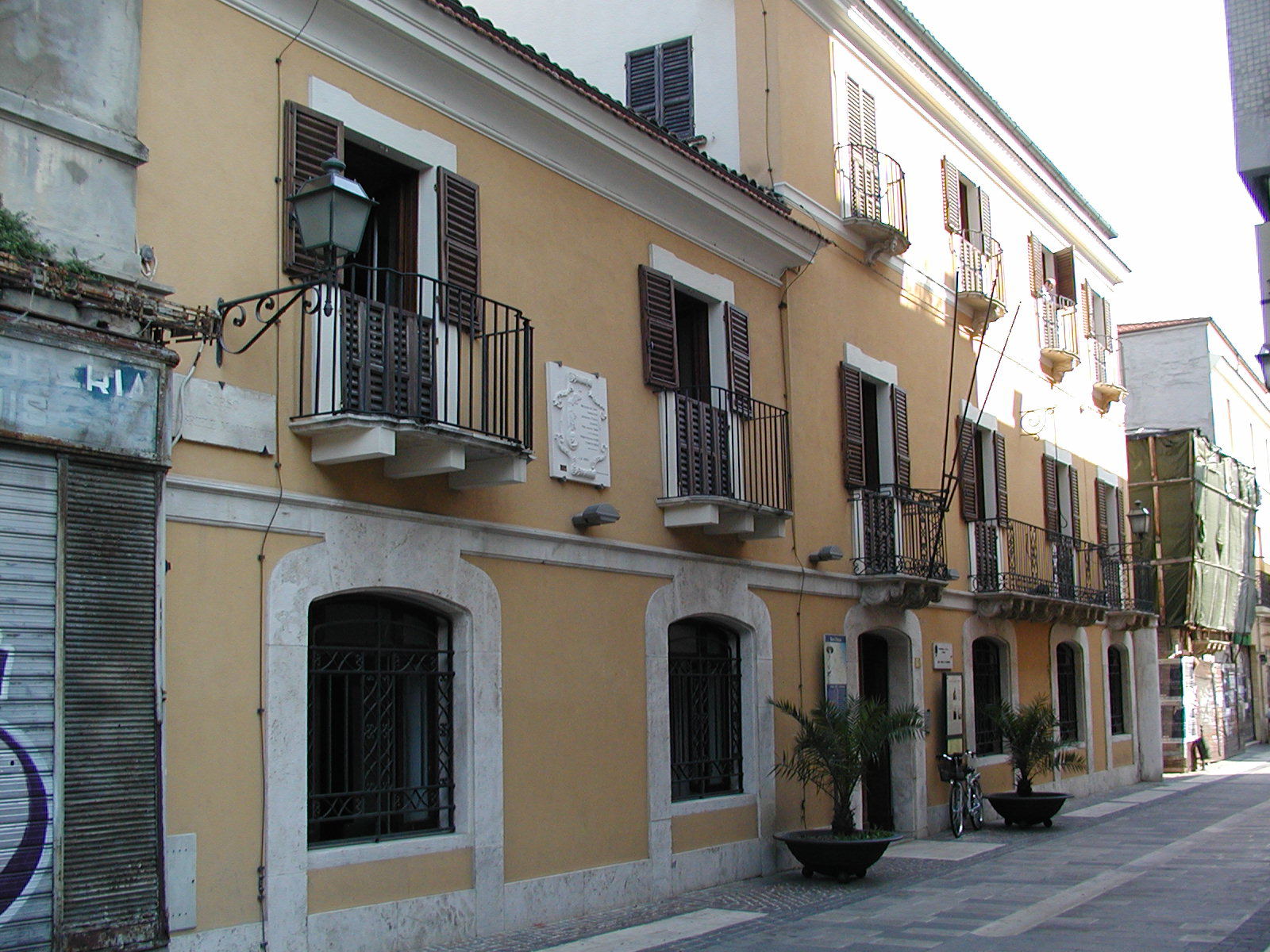
Casa natale di Gabriele d'Annunzio a Pescara

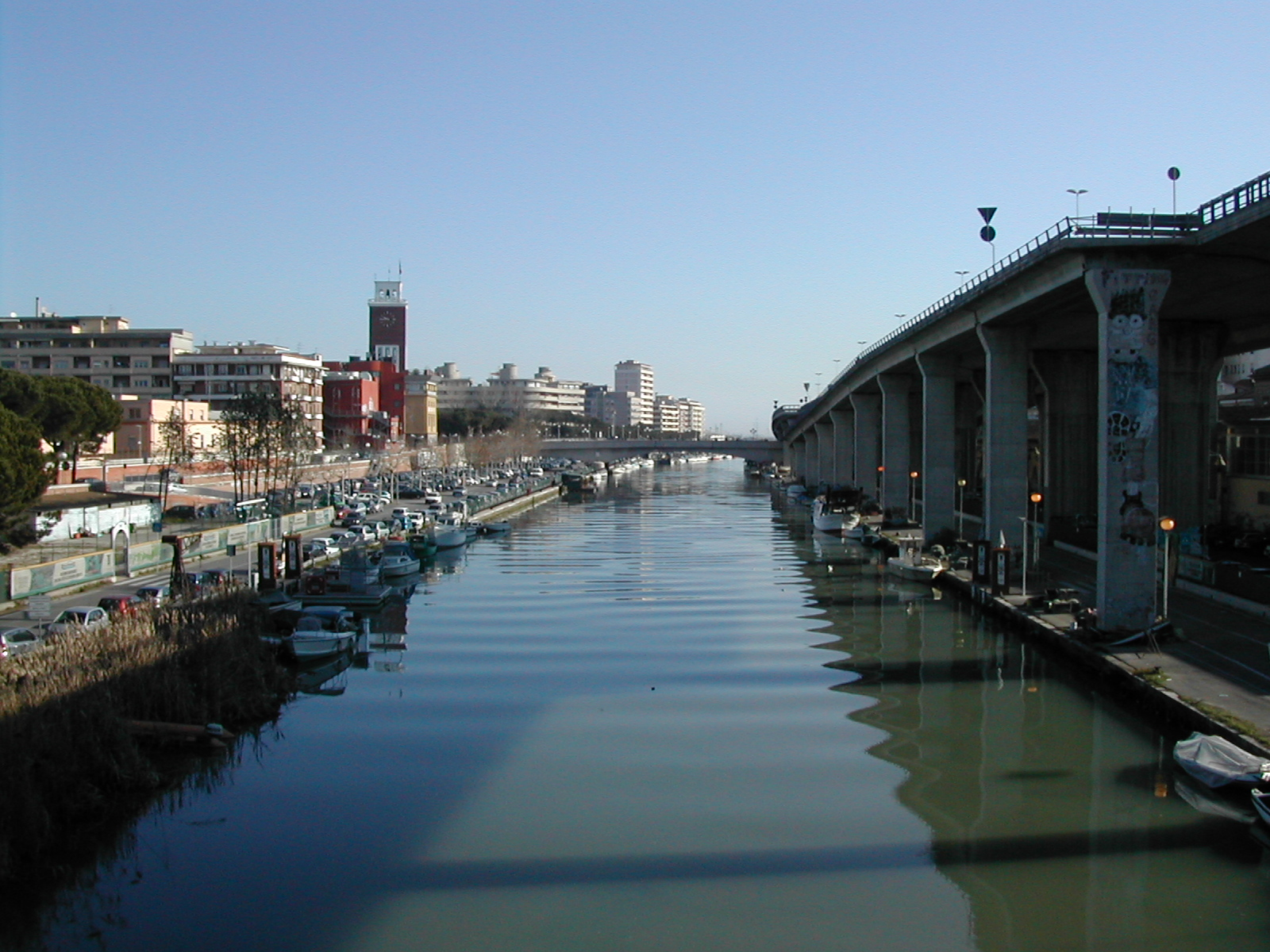
Il fiume presso Pescara

## Il verismo di D'Annunzio

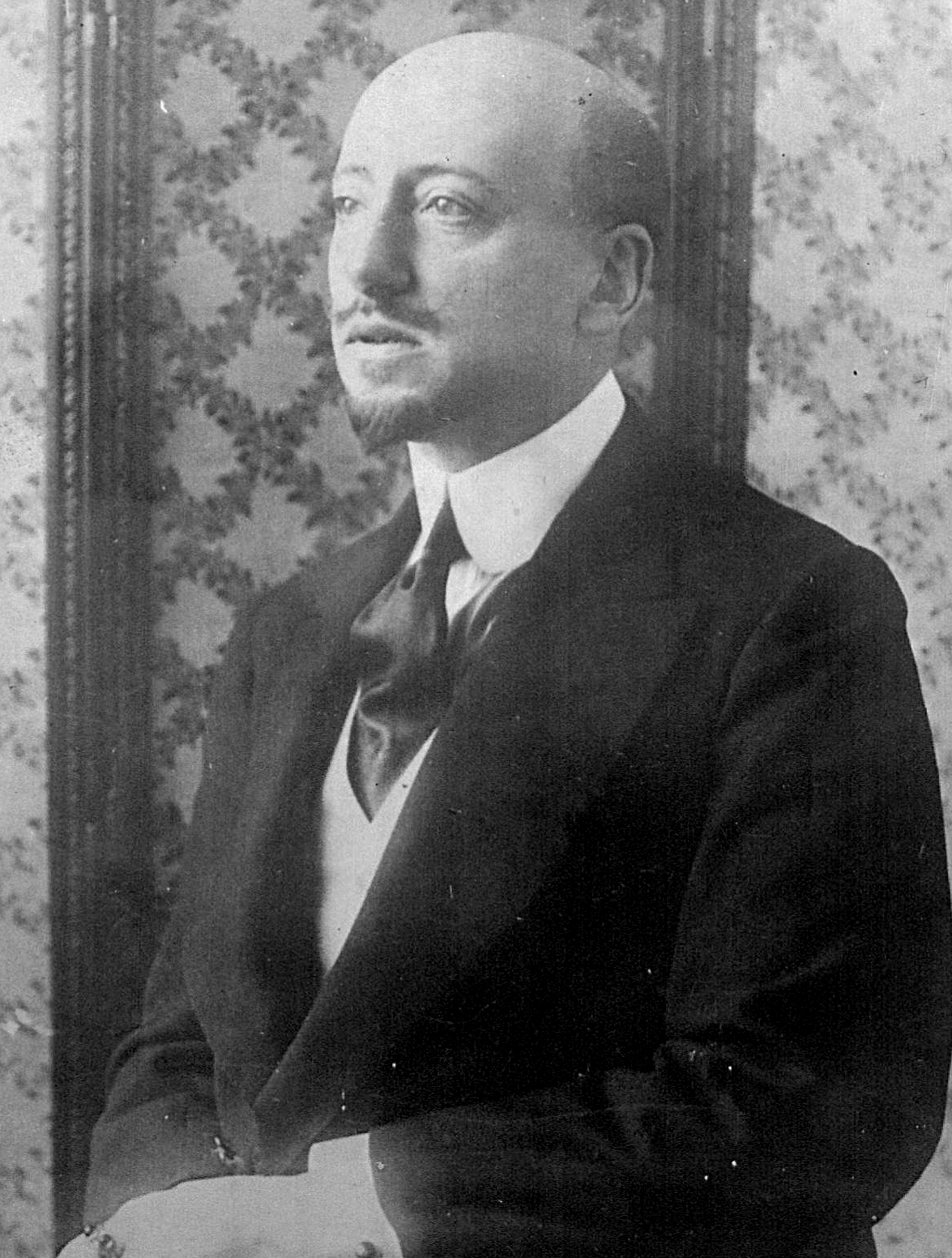
Gabriele d'Annunzio

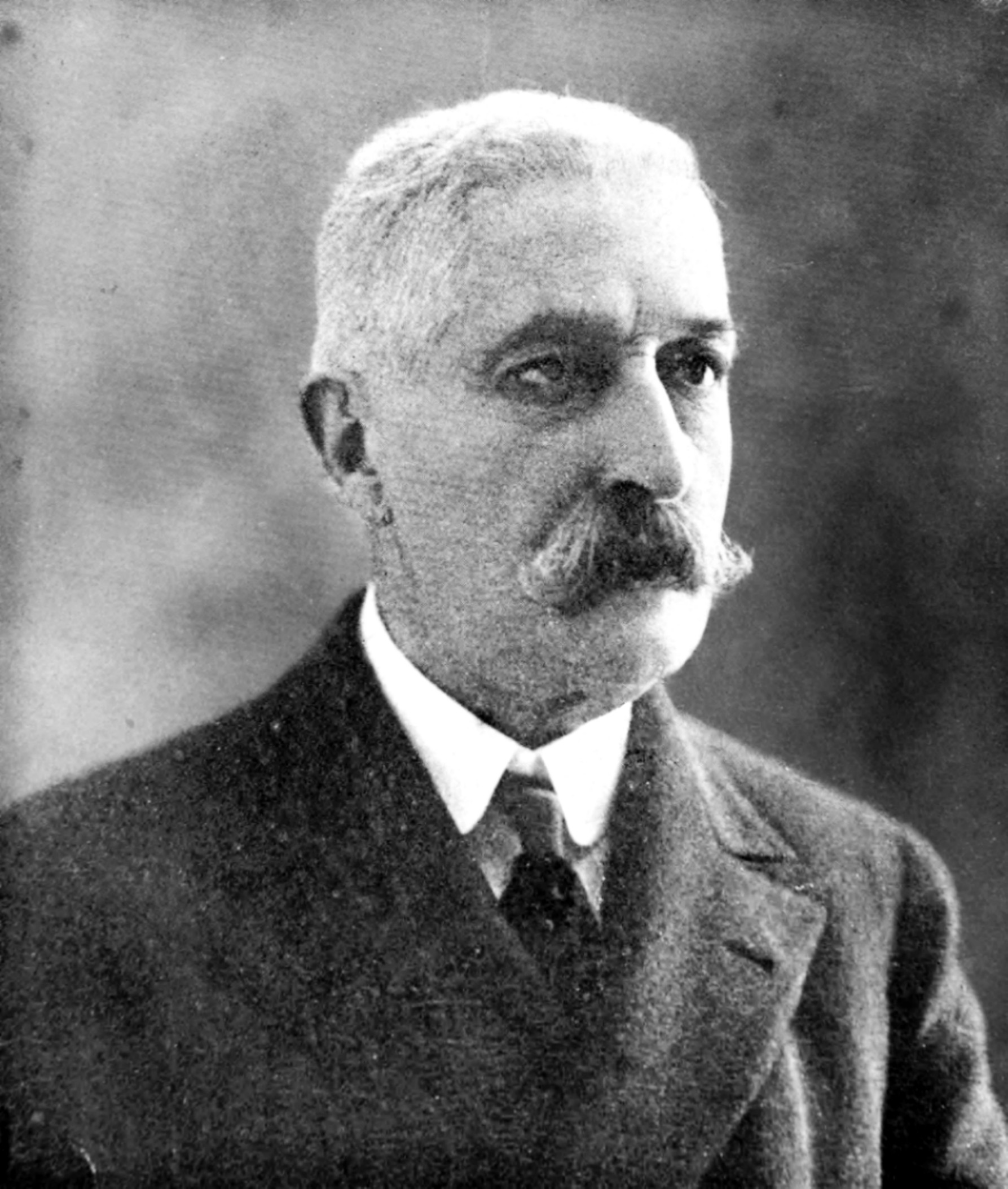
Giovanni Verga